# Tau'ri

Símbolo de Tau'ri.

En el universo de Stargate SG-1, Tau'ri es el nombre que los Goa'uld y Jaffa dan a los humanos de la Tierra. Significa "los primeros", o "los del primer mundo".
Son los descendientes directos de los Antiguos que abandonaron la Tierra para colonizar otros mundos.
Los Tau'ri, destacan entre los demás grupos humanos esparcidos por el Universo por su gran curiosidad y adaptabilidad a nuevas tecnologías, así como por lo hábiles que son para superar problemas complejos o pactar con otras especies superiores como los Asgard. Los personajes principales de la saga Jack O'Neill, Daniel Jackson y Samantha Carter, por ser humanos terrestres, son Tau'ri.
Por su ubicación en la galaxia o por pura suerte los Tau'ri se han mantenido durante miles de años al margen de la mayoría de los conflictos intergalácticos y la ubicación de la Tierra se ha mantenido en secreto ante temibles enemigos como los Goa'uld (Falsos dioses de los Jaffa), situación que cambia a partir del descubrimiento del primer stargate en Giza.

## Historia
Millones de años atrás, una raza conocida como los Alteranos (los Antiguos) viajaron cruzando el universo hasta llegar al planeta Tierra.
- Datos: Q1048030